# 小林美和子
小林 美和子（こばやし みわこ、1973年12月9日 - ）は、日本の元AV女優。
埼玉県出身。身長:162cm。スリーサイズ:B80・W57・H80。
1994年頃、池袋の性風俗店（イメクラ）に勤務していた。

## 作品

### アダルトビデオ
- 天使の秘密
- 天使の瞳
- 赤の微笑
- 気まぐれ天使
- 天使の誘惑
- 天使の戯れ
- フラッシュパラダイス
- 天使のプロローグ
- 喰わせ狂い
- 性食鬼2
- ボディコンOL天使
- 官能のしたたり
- 堕天使の契約
- 監禁調教 制服の生贄

### 雑誌
- スコラ 1991年7月11日号

- デラべっぴん 1991年12月号など
- GOKUH 1992年10月号
- アップル通信 1992年10月号
- Momoco 1993年4月号 - ヌードのペーパークラフトが付いた

### 写真集
- 『いつか何処かに 小林美和子 17歳ファースト写真集』 - 英知出版 1991年11月 撮影：木村智哉